# 希腊—美国关系
希美关系指希腊与美国之间的双边关系。

## 历史
希腊美国同属西方文明，在文化上渊源颇深。在第二次世界大战、朝鲜战争以及冷战时期，两国一直保持盟友关系。
在希腊内战时期，美国奉行杜鲁门主义，美国对当时的希腊政府提供了大量的援助，希腊共产党势力被击败。

## 现状
目前，美国是希腊最大的投资国，2006年美国在希腊的直接投资达45亿美元。
希腊美国双方在科索沃独立、马其顿名称争议上存在着分歧。